# Fakhruddin Ali Ahmed
Fakhruddin Ali Ahmed, född 13 maj 1905 i Delhi, död 11 februari 1977 på Rashtrapati Bhavan i New Delhi, var en indisk politiker och advokat. Han var Indiens president 1974-1977.
Han var utbildad vid Catherine College på University of Cambridge. Han var son till en assamesisk militärläkare i brittisk tjänst och dottern till nawaben av Lohari.

## Politisk karriär i urval
- Tidigt medlem i Kongresspartiet
- Ledamot i Rajya Sabha 1952-1953 från Assam
- Ledamot i Lok Sabha 1971
- Federal minister på följande poster: Jordbruksminister, utbildningsminister, industriminister m.m.
- Indiens president 1974-1977; var den president som skrev under Indira Gandhis undantagslagar 1975